# Hans-Jürgen Heidenreich
Hans-Jürgen Heidenreich (* 17. August 1967 in Schlüsselfeld) ist ein ehemaliger deutscher Fußballspieler.

## Karriere
Heidenreich begann seine Profikarriere beim 1. FC Nürnberg in der Fußball-Bundesliga. In den ersten drei Jahren wurde er nur sporadisch eingesetzt und kam auf 18 Einsätze. Sein erstes Bundesligaspiel absolvierte er am 25. April 1987 gegen den VfB Stuttgart. In der Saison 1988/89 kam er auch in zwei Spielen im UEFA-Pokal gegen AS Rom zum Einsatz. 
Nach einem Jahr in der 2. Bundesliga bei KSV Hessen Kassel, wo er regelmäßig eingesetzt wurde, kehrte er für zwei weitere Jahre zurück nach Nürnberg und spielte von da an deutlich häufiger als vorher. 
1992 ging es für Heidenreich noch einmal zurück in die 2. Liga zum VfB Leipzig. In der Saison 1992/93 wurde er in 40 Spielen der Leipziger eingesetzt, mit denen er am Ende in die Bundesliga aufstieg.
Heidenreich spielte insgesamt 55 Mal in der Bundesliga (2 Tore) und 66 Mal in der 2. Liga.
Hans-Jürgen Heidenreich nahm 1987 für die Bundesrepublik Deutschland an der Junioren-Fußballweltmeisterschaft 1987 in Chile teil. Mit Spielern wie Andreas Möller, Marcel Witeczek und Michael Preetz musste sich das bundesdeutsche Team erst im Finale gegen Jugoslawien nach Elfmeterschießen geschlagen geben.
Nach seiner aktiven Zeit trainierte Heidenreich unter anderem gemeinsam mit anderen Ex-Profis wie Bernd Hobsch Kinder und Jugendliche in Fußball-Jugendcamps und gab Trainerschulungen. Daneben trainiert er seit 2005 die bayerische Klerusauswahl, die bei den Bayerischen Klerusmeisterschaften und in zahlreichen Benefizspielen antritt, und war lange Zeit Vorsitzender seines Heimatvereins FC Thüngfeld, bis er sich im Jahr 2008 nicht mehr zur Wiederwahl stellte.
Nach seiner Tätigkeit als Trainer im Jugendbereich des FSV Erlangen-Bruck übernahm Heidenreich vom 19. September 2013 bis Ende Juni 2014 den Trainerposten beim Regionalligisten FC Eintracht Bamberg. Seit der Saison 2014/15 trainiert Heidenreich den SV Memmelsdorf/Ofr. in der Bayernliga Nord.